# Schistometopum thomense
Schistometopum thomense es una especie de anfibio gimnofión de la familia Caeciliidae.
Es endémica de la isla de Santo Tomé y del islote de las Tórtolas (Santo Tomé y Príncipe).
Habita en la mayor parte de los tipos de suelo de ese ámbito insular: desde los bosques tropicales lluviosos hasta las plantaciones de cocoteros; pero en la isla de Santo Tomé no se halla en las zonas más secas del norte.